# Янг, Даннетт
Даннетт Янг (англ. Dannette Young; род. 6 октября 1964) — американская легкоатлетка, специализирующаяся в спринте, олимпийская чемпионка и серебряная призерка Олимпийских игр.

## Биография
В 1987 году завоевала бронзу на дистанции 200 метров на Универсиаде.
На Олимпийских играх 1988 года в Сеуле завоевала золотую медаль.
На дистанции 200 метров заняла четвёртое место на Кубке мира по легкой атлетике 1989 года в Барселоне и шестое место на чемпионате мира по легкой атлетике 1991 года в Токио.
На Олимпийских играх 1992 года в Барселоне она участвовала в предварительном раунде эстафеты 4 на 400 метров, что способствовало завоеванию серебряной медали командой США.
В 1993 году она заняла восьмое место на дистанции 200 метров на чемпионате мира в Штутгарте, а на Олимпийских играх 1996 года в Барселоне вышла в полуфинал на той же дистанции.
в 1989 году она стала чемпионкой США на дистанции 200 метров.